# Pat O'Leary
La xarxa d'evasió Pat O'Leary era el nom que va rebre la secció dels serveis secrets de la Gran Bretanya que va actuar a França durant la Segona Guerra Mundial i es va especialitzar en l'evasió de perseguits pels nazis i, particularment, dels aviadors aliats que queien sobre sòl francès ocupat. La secció va prendre aquest nom, després d'acabada la guerra (durant la contesa la hi denominava simplement l'Organització), del pseudònim o nom de guerra del que va ser un dels seus màxims responsables, el general de divisió i metge belga Albert Guérisse (també conegut per Pat, Patrick i Rogers).
Els orígens de l'organització se situen a França entorn de desembre de 1940 quan el capità escocès Ian Garrow s'evadeix dels alemanys que ho tenien detingut a Marsella i estableix contacte amb Louis H. Nouveau, Jimmy Langley i un civil canadenc que residia a la mateixa ciutat anomenat Kenney. El nombre de col·laboradors és llavors molt reduït. A través de la ciutadana francesa Elisabeth Cohen entren en contacte amb Francisco Ponzán Vidal, que resideix en Tolosa de Llenguadoc, i del que llavors només saben que està en relació amb un grup de guies espanyols organitzats i molt actius que coneixen els passos pirinencs apropiats per treure de França a persones en perill, que compten amb suports a banda i banda de la frontera i estan disposats a tot per combatre i acabar amb Francisco Franco i el seu règim. Són majoritàriament anarquistes que porten en guerra des de 1936 i que ara uneixen els seus esforços a la causa dels aliats.
Pels voltants de maig-juny de 1941, Garrow s'entrevista amb Ponzán i li promet diners procedents dels fons dels serveis secrets britànics i el nombre d'evasions s'incrementa. Els britànics els cal recuperar el major nombre possible d'aviadors derribats en sòl francès. La Xarxa feia servir passos terrestres i marítims. Entre els primers hi havia un que sortia de Tolosa de Llenguadoc fins a Foix i continuava fins a entrar a Andorra, passava la frontera per Sant Julià de Lòria-Seu d'Urgell, per Arcadell i Alàs, per continuar després fins a Lleida o Barcelona. Una altra ruta habitual feia el trajecte Tolosa de Llenguadoc, Carcassona, Narbona, Perpinyà i creuava la frontera per tres punts diferents. Un tercer pas partia del poble de Palau del Vidre, al Rosselló, creuava la serra de Castellar, i entrava a Catalunya pels pobles d'Espolla i Rabós. Els passos marítims partien de Canet de Rosselló i Portvendres i tenien com a destinació l'Escala, algun punt de la badia de Roses i la platja entre Llançà i Colera. En general, la destinació immediata era Barcelona on membres de l'organització a l'interior conduïen als evadits fins a Gibraltar o Lisboa, des d'on era factible repatriar-se a Londres.
Garrow fou detingut l'estiu de 1941 víctima de la traïció d'un policia que creia addicte a la xarxa d'evasió. A partir d'aquest moment es fa càrrec de l'organització Albert Guérisse. L'organització creix, les evasions reeixides també, però el control de la xarxa es fa més difícil, la qual cosa facilita la infiltració de traïdors. Guérisse és detingut per la Gestapo al març de 1943 i a l'octubre del mateix any és internat en diferents camps de concentració alemanys, als quals aconseguirà sobreviure. Francisco Ponzán va ser afusellat pels alemanys el 17 d'agost de 1944.
Altres xarxes que van funcionar a França durant la invasió alemanya van ser la Comet Line, en la costa de l'Atlàntic, prop de Baiona, i la Marie Claire Line, amb procediments i finalitats similars. El Grup Ponzán i per extensió la xarxa Pat O'Leary va conduir a prop de 3.000 refugiats (uns 800 per via marítima). Unes cent persones de la xarxa, entre guies, passadors i col·laboradors van acabar detinguts per la Gestapo amb diferents sorts.